# Prodrazviorstka

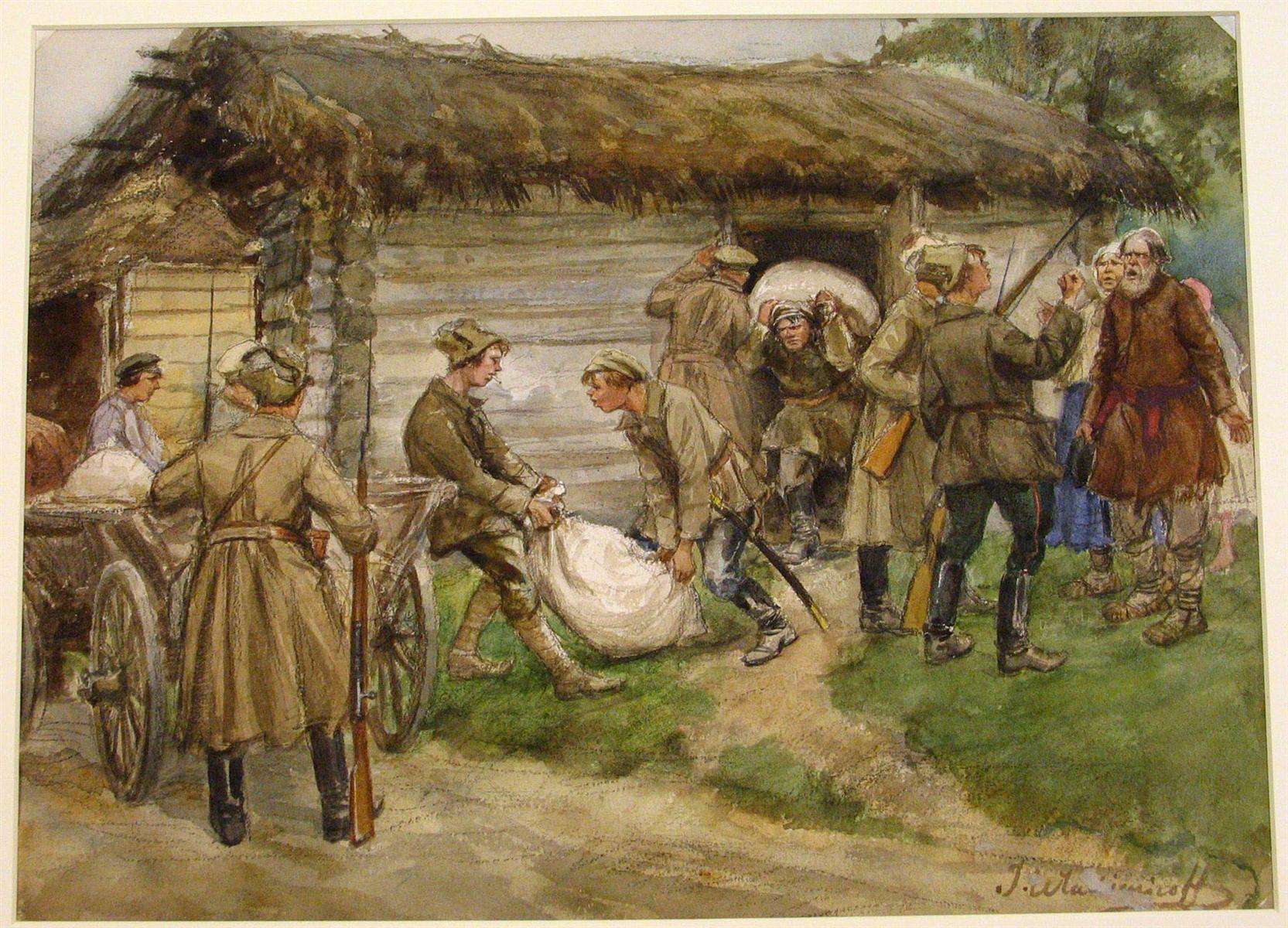
Requisición de alimentos en las cercanías de Pskov por Iván Vladímirov, 1922.

La prodrazviorstka (en ruso: продразвёрстка, acrónimo de продовольственная развёрстка, lit. «reparto de alimentos») fue una política y campaña de confiscación de grano y de otros productos agrícolas de campesinos a precios fijos nominales según cuotas específicas. Este tipo de políticas tuvo a menudo como consecuencia la muerte de millones de campesinos, como por ejemplo la hambruna de Holodomor. El término se asocia generalmente con la etapa de comunismo de guerra durante la guerra civil rusa, que es cuando fue introducido por el gobierno bolchevique. Es de señalar que los bolcheviques tomaron prestada la idea de la razviorstka (requisa del grano) que introdujo el Imperio ruso en 1916 durante Primera Guerra Mundial.

## Razviorstkade la Primera Guerra Mundial
El año 1916 trajo una crisis alimentaria en el Imperio ruso. Mientras la cosecha era buena en la región del bajo Volga Bajo y Siberia occidental, su transporte por ferrocarril colapsó. Además, el mercado alimentario estaba sumido en la confusión debido a que los precios fijados por el gobierno eran poco atractivos para los vendedores. Un decreto del 29 de noviembre de 1916, firmado por Aleksandr Ríttij del Ministerio de Agricultura, introdujo la razviorstka como la confiscación del grano para propósitos de Defensa. El Gobierno provisional ruso establecido después de la Revolución de Febrero de 1917 no pudo ofrecer ningún incentivo para los campesinos, y su monopolio estatal sobre las ventas de grano no consiguió su objetivo.

## Prodrazviorstkasoviética
En 1918, el  centro de la Rusia Soviética se vio separado de las partes de mayor importancia agrícola del país. Las reservas de grano eran bajas, causando hambrunas entre la población urbana, donde el soporte al gobierno bolchevique era mayor. Para poder satisfacer las necesidades mínimas alimentarias, el gobierno soviético introdujo un estricto control sobre los excedentes alimentarios de las granjas prósperas. Esto enfureció a los campesinos, que intentaron resistirse, y fueron etiquetados como "saboteadores" del monopolio del pan del estados, y defensores del comercio voraz y especulativo.
Lenin creía que la prodrazviorstka era la única manera de proveer suficientes cantidades de grano y otros productos agrícolas  para la población de las ciudades durante la guerra civil. Antes de la prodrazviorstka, el decreto de Lenin del 9 de mayo de 1918 ("О продовольственной диктатуре") introdujo el concepto de "dictadura alimentaria". Este y otros decretos subsecuentes ordenaron la recogida de alimentos sin ningún límite, utilizando al Ejército Rojo para conseguirlo.
Un decreto del Consejo de Comisarios del Pueblo (Sovnarkom) introdujo la prodrazviorstka en la Rusia Soviética el 11 de enero de 1919. La prodrazviorstka se extendió también a Ucrania y Bielorrusia en 1919, y a Turkestán y Siberia en 1920. De acuerdo con el decreto del Comisariado del Pueblo para el Abastecimiento sobre los procesos de prodrazviorstka (13 de enero de 1919), la cantidad de diferentes tipos de productos que debía ser recogida por el estado (algunos historiadores lo llaman confiscación directa) se calculaba basándose en los datos de cada gobernación sobre sus terrenos arados, capacidad de almacenamiento y reservas de años anteriores. Dentro de cada gubernia, el plan de recogida se dividió entre uyezds, vólosts, pueblos y luego viviendas individuales. Las recogidas fueron realizadas por los agentes del Consejo de Comisarios del Pueblo y prodotriáds (brigadas armadas alimentarias) con la ayuda de kombéds (comités de campesinos pobres) y de los sóviets locales.